# 大塚惟精

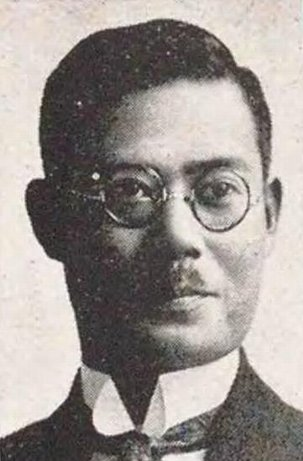
大塚惟精

大塚 惟精（おおつか いせい、1884年〈明治17年〉12月11日 - 1945年〈昭和20年〉8月6日）は、日本の内務官僚、政治家。貴族院議員。熊本県士族。
栃木・福岡・石川・広島の各県知事を歴任し、中国地方総監在任中に原爆投下により被爆死した。

## 来歴・人物
細川侯爵家に仕えた書家・大塚惟一の長男として熊本県に生まれる。
済々黌中学・五高を経て、1909年7月、東京帝国大学法科大学政治学科を卒業後、11月、高等文官試験に合格し翌12月、内務省に入省、愛知県属（内務部庶務課）となった。そして徳島県・宮城県・神奈川県の警察部長を歴任したのち、栃木県知事（1924年6月 - 1926年9月）、福岡県知事（1926年9月 - 1927年5月）、石川県知事（1927年5月、ただし1日のみの在任）を務めた。その後内務省警保局長となり（1929年7月 - 1931年4月）、同省トップに登り詰めた。退任以降、1931年4月13日、貴族院勅選議員に任じられ死去するまで在任した。
第二次世界大戦中には、陸軍司政長官（1942年3月17日発令）として南方（東南アジア）占領地に派遣され、第25軍軍政監部（1942年1月 - 1943年4月）、スマトラ軍政監部（1943年4月 - 1944年3月）の顧問となった。帰国後の1945年4月、広島県知事・中国地方行政協議会会長（広島県知事の兼任職）に任命され、同年6月には広島に新設された中国地方総監に転じた。
同年8月6日朝の原爆投下時、市内中心部・上流川町の官舎（東洋工業社長・松田重次郎邸を借り上げていた）で登庁送迎車を待っていた大塚は、爆風で崩落した梁の下敷きになって動けなくなった。火災が迫ってくると彼は愛子夫人（元帥陸軍大将・上原勇作の長女で1915年、徳島県警察部長時代の大塚と結婚）に早く避難するよう告げたのち、そのまま猛火にまかれ焼死した。62歳没。8地方総監のうち、戦災によって死亡したのは大塚のみである。大塚の後任の広島県知事であった高野源進は出張中で被爆を免れた。
大塚が総監を務めていた中国総監府は、服部直彰副総監が広島文理科大学本館（のち広島大学理学部1号館）内にあった庁舎に登庁した直後に被爆、重傷を負ったほか、高等官だけでも十数名が死傷したため事実上機能を失うこととなった。敗戦後の8月23日以降は児玉九一が大塚の後任総監となったが11月6日付けで廃止された。墓所は多磨霊園。

## エピソード
- 大塚は学生以来柔道に優れたスポーツマンであったが、福岡県知事時代、悪夢にうなされて眠ることができず、お付きの書生も物の怪に取り憑かれたような状態になった。大塚はこれを旧藩時代、凄惨な拷問にかけられた僧侶の怨霊の為す業と考え、その拷問の場所と伝えられていた、知事公舎の庭の隅に小祠を建立し、以後毎年8月法要を行った。かつての県庁所在地である現・天神中央公園内の「福岡藩刑場跡」の碑（ただし実際の「刑場」の跡地ではない）はその祠の名残とされる[5]。
- 剣道を修行し、昭和9年に大日本武徳会から剣道教士の称号を授与された[6]。大日本武徳会商議員、大日本学生剣道連盟副会長、皇太子殿下御誕生奉祝天覧武道大会顧問を歴任した。
- 石川県知事を1日で退いた理由として、赴任直前に義父の上原勇作と対立関係にあった田中義一元陸軍大臣（立憲政友会総裁）が内閣総理大臣に就任したためにその下で働く事を嫌悪したからだとする説がある（小田部雄次「大塚惟精」『現代日本朝日人物事典』）。
- 教育の制度改革についての問題意識を保持しており、教育機会均等について強く訴える事項があった[7]。
- 先の中国地方総監は、岸信介も希望したポストだったが、1日違いで大塚に決まったという[8]。

## 栄典
- 1940年（昭和15年）11月10日 - 紀元二千六百年祝典記念章[9]

## 家族・親族

### 大塚家
（熊本県、東京市渋谷区千駄ヶ谷）
- 父・惟一[1]（熊本県士族[1]）
- 弟・惟治[1]
- 妹[1]
- 妻・愛子[1]（子爵、上原七之助姉[1]）

明治29年（1896年）11月生 -　没
- 男[1]
- 女[1]

## 関連文献
- 秦郁彦（編）『日本近現代人物履歴事典』東京大学出版会、2002年。
- 山田風太郎 『同日同刻：太平洋戦争開戦の一日と終戦の十五日』ちくま文庫、2006年。ISBN 4480422471